# 圣玛丽亚-拉隆加
圣玛丽亚-拉隆加（義大利語：Santa Maria la Longa）是意大利弗留利-威尼斯朱利亚大区乌迪内省的一个市镇。总面积19.47平方公里，人口2437人，人口密度125.2人/平方公里（2009年）。ISTAT代码为030104。